# Партия на свободните демократи (Северна Македония)
Партия на свободните демократи (на македонска литературна норма: Партија на слободни демократи) е либерална политическа партия в Северна Македония, основана през 2007 година.

## История
Партията е основана на 21 октомври 2007 година от Любчо Йордановски, който е неин ръководител до смъртта си през 2010 година.

## Резултати
На парламентарните избори през 2008 година партията получава 4362 гласа, или 0,44 %. На парламентарните избори през 2011 година партията е част от коалиция „Слънце“, но не получава места в македонския парламент.